# Tennantyt
Tennantyt (tenantyt) – minerał z gromady siarkosoli, odmiana tetraedrytu.  Należy do grupy minerałów bardzo rzadkich, rozpowszechnionych tylko w niektórych rejonach Ziemi.
Nazwa pochodzi od nazwiska angielskiego chemika Smithsona Tennanta (1761-1815).

## Charakterystyka

### Właściwości
Zazwyczaj tworzy kryształy izometryczne (czworościany, rzadziej ośmiościany lub wielościany). Na powierzchniach ścian występują charakterystyczne rowki.
Występuje w skupieniach  ziarnistych, zbitych. Tworzy wypryski, wrostki w innych minerałach i impregnacje. Kryształy (najczęściej narosłe) spotykane są w druzach. Jest kruchy, nieprzezroczysty. Tworzy szereg izomorficzny (kryształy mieszane) z  tetraedrytem.
Często zawiera domieszki: srebra – frederycyt, antymonu – julianit, bizmutu – annivit i rionit,  ołowiu, cynku – miedziankit, sandbergeryt, żelaza – ferrotennantyt, także: kobaltu, niklu, rtęci, germanu, cyny, wanadu, selenu, telluru.

### Występowanie
Minerał miedzionośnych i polimetalicznych nisko i średniotemperaturowych  utworów hydrotermalnych (przeważnie występuje w żyłach i gniazdach kruszcowych). Spotykany jest w utworach  pegmatytowych i metasomatycznych. Występuje w skałach osadowych zasobnych w metale ciężkie.
Najczęściej współwystępuje z takimi minerałami jak: chalkopiryt, bornit, kowelin, galena, sfaleryt, arsenopiryt.
Miejsca występowania:
- Na świecie: Namibia (Tsumeb, Otavi), Peru, Meksyk, Niemcy, Szwecja, USA (Montana), Rumunia, Czechy, Słowacja, Austria.

- W Polsce: występuje na Dolnym Śląsku – okolice Srebrnej Góry koło Ząbkowic Śląskich, w Rudawach Janowickich, w Górach Kaczawskich, w okolicach Lubina. Znany jest z Tatr – były eksploatowane m.in. w Dolinie Kościeliskiej. Spotykane są w Górach Świętokrzyskich (Miedzianka, Miedziana Góra).

### Zastosowanie
- ważna ruda miedzi i srebra,
- niekiedy jest cennym źródłem rtęci, cynku, i innych metali stanowiących domieszki,
- ma znaczenie naukowe – wskaźnik warunków tworzenia się złóż,
- jest cenny dla kolekcjonerów.